# Cynthia Preston
Cynthia Preston (* 18. Mai 1968 in Toronto, Ontario) ist eine kanadische Schauspielerin.

## Biografie
Im Alter von 15 Jahren war Preston Modell und war auch in Japan unterwegs. Nachdem sie die High School beendet hatte, wurde sie von Talentsuchern in dem Film Miles To Go (1986) untergebracht. Nach diesem Film blieb sie beim Film und spielte auch in animierten Filmen wie The Super Mario Bros. Super Show mit. Bis heute hat sie in über 60 Filmen und Fernsehserien mitgewirkt.
Von 2000 bis 2012 war sie mit Kyle Martin verheiratet. Heute lebt sie in Los Angeles.

## Filmografie (Auswahl)
- 1986: Miles To Go (Fernsehfilm)
- 1987: Nachtstreife (Night Heat, Fernsehserie, eine Folge)
- 1988: Pin (Pin …)
- 1988: Das Gehirn (The Brain)
- 1997: The Ultimate Weapon
- 1998: Akte X – Die unheimlichen Fälle des FBI (Fernsehserie, eine Folge)
- 1999: Relic Hunter – Die Schatzjägerin (Relic Hunter, Fernsehserie, eine Folge)
- 2002–2004: General Hospital (Fernsehserie, 155 Folgen)
- 2003: The Event
- 2005: Two and a Half Men (Fernsehserie, eine Folge)
- 2005: Numbers – Die Logik des Verbrechens (NUMB3RS, Fernsehserie, eine Folge)
- 2010: Haven (Fernsehserie, Folge 1x10)
- 2011: Flashpoint – Das Spezialkommando (Flashpoint, Fernsehserie, eine Folge)
- 2013: Carrie
- 2013: Lost Girl (Fernsehserie, 1 Folge)
- 2013: Hannibal (Fernsehserie, 1 Folge)
- 2014: Ascension (Fernsehserie, 2 Folgen)
- 2014: Republic of Doyle – Einsatz für zwei (Republic of Doyle, Fernsehserie, eine Folge)
- 2017: Saving Hope (Fernsehserie, eine Folge)
- 2018: Stalked by a Reality Star
- 2018: Good Witch (Fernsehserie, eine Folge)
- 2018: Tom Clancy’s Jack Ryan (Staffel 1 Folge 3)
- 2021: Murdoch Mysteries (Fernsehserie, eine Folge)